# 얀 크시슈토프 비엘레츠키

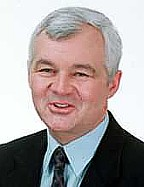

얀 크시슈토프 비엘레츠키(Jan Krzysztof Bielecki, 1951년 5월 3일 ~ )은 폴란드의 자유주의 정치인이자 경제학자이다. 1990년대 초 그단스크에 기반을 둔 자유민주회의의 주요 인물로서 1991년 대부분 기간 동안 폴란드 총리직을 역임했다. 2000년대 초부터는 시민 연단의 당원이 되었다. 정치경력 이후로는 2003년부터 2010년까지 페카오은행(Bank Pekao) 은행장, 2009부터 2015년까지 폴란드 국제 문제 연구소 소장 등을 지냈다.